# Podoctops multimaculatus
Podoctops multimaculatus – gatunek kosarza z podrzędu Laniatores i rodziny Podoctidae. Jedyny znany przedstawiciel monotypowego rodzaju Podoctops.

## Występowanie
Gatunek endemiczny dla Sumatry.